# Mario Berríos
Mario René Berríos Castillo (Tela, 29 maggio 1982) è un ex calciatore honduregno, di ruolo difensore della Nazionale honduregna.